# Bed & Breakfast (Inez-album)
 For alternative betydninger, se Bed & Breakfast (flertydig). (Se også artikler, som begynder med Bed & Breakfast)
Bed & Breakfast er debutalbummet fra den danske popsanger og sangskriver Inez, der udkom den 18. juni 2007.

## Trackliste
| #   | Titel                    | Sangskriver(e)                                             | Producer(e)                    | Længde |
| --- | ------------------------ | ---------------------------------------------------------- | ------------------------------ | ------ |
| 1.  | "Rattlesnake"            | Tina Inez Gavilanes Granda, Cane Morgan                    | Cane Morgan, Morten Hampenberg | 3:40   |
| 2.  | "Mi Aire"                | Tina Inez Gavilanes Granda, Cane Morgan                    | Cane Morgan, Morten Hampenberg | 3:20   |
| 3.  | "On the Spot"            | Tina Inez Gavilanes Granda, Cane Morgan, Morten Hampenberg | Cane Morgan, Morten Hampenberg | 3:00   |
| 4.  | "Loser"                  | Tina Inez Gavilanes Granda, Cane Morgan                    | Cane Morgan                    | 3:40   |
| 5.  | "Stronger"               | Tina Inez Gavilanes Granda, Cane Morgan                    | Cane Morgan                    | 3:38   |
| 6.  | "El Ritmo de Mi Corazón" | Tina Inez Gavilanes Granda, Cane Morgan                    | Cane Morgan, Morten Hampenberg | 3:48   |
| 7.  | "Saviour"                | Tina Inez Gavilanes Granda, Cane Morgan                    | Cane Morgan                    | 4:04   |
| 8.  | "All You Do"             | Tina Inez Gavilanes Granda, Cane Morgan, Linnéa Handberg   | Cane Morgan, Morten Hampenberg | 2:42   |
| 9.  | "Walk Away Tonight"      | Tina Inez Gavilanes Granda, Cane Morgan, Morten Hampenberg | Cane Morgan, Morten Hampenberg | 3:28   |
| 10. | "I Love You"             | Tina Inez Gavilanes Granda, Cane Morgan                    | Cane Morgan, Morten Hampenberg | 3:42   |
| 11. | "Dancing in the Sun"     | Tina Inez Gavilanes Granda, Cane Morgan                    | Cane Morgan, Morten Hampenberg | 3:05   |
| 12. | "Touch"                  | Tina Inez Gavilanes Granda, Cane Morgan, Morten Hampenberg | Cane Morgan, Morten Hampenberg | 2:51   |
| 13. | "The Sun and the Moon"   | Tina Inez Gavilanes Granda, Cane Morgan                    | Cane Morgan                    | 3:50   |
| 14. | "Bed & Breakfast"        | Tina Inez Gavilanes Granda, Cane Morgan                    | Cane Morgan, Morten Hampenberg | 3:08   |

## Credits
- Alle tracks er produceret & arrangeret af Cane & Hampenberg, undtagen track 4, 5 og 17 produceret & arrangeret af Cane @ Canes Lounge
- Alle tracks er mixet af Cane og Anders Schumann
- Masteret af Anders Schumann @ C4 Studio
- Photos af Mikael Schlosser
- Make-up af Marianne Duch-Hansen
- Styling af Marianne Duch-Hansen, Thomas Gerdes, INEZ
- Design og artwork af Nanna Bentel / Komputer.nu
- Logo design af Grafikum.dk
- A&R af Fritz Niko og Michael Guldhammer

### Musikere
- INEZ – Vokal og baggrundsvokaler
- Morten Høj – Guitar på track 2, 4, 7, 8, 11, 12, 13 og ekstra keys på track 4, 7 og 13
- Jan Klausen – Guitar på track 5
- Engelina Andrina – Baggrundsvokaler på track 3
- Baggrundsvokaler er optaget af Adam Powers